# الطلاب المعرضون للخطر
الطالب المعرض للخطر هو مصطلح يستخدم في مجال التربية في الولايات المتحدة لوصف الطالب الذي يتطلب تدخلاً مؤقتًا أو مستمرًا من أجل تحقيق النجاح أكاديميًا. الطلاب المعرضون للخطر، الذين يشار إليهم أحيانًا بالشباب المعرض للخطر أو الشباب الموعود هم أيضًا من المراهقين الذين تقل احتمالية انتقالهم بنجاح إلى مرحلة البلوغ وتحقيق الاكتفاء الذاتي الاقتصادي.
من خصائص الطلاب المعرضين للخطر المشكلات العاطفية أو السلوكية، والتغيب عن المدرسة، والأداء الأكاديمي المنخفض، وإظهار عدم الاهتمام الأكاديمي، والتعبير عن الانفصال عن البيئة المدرسية. وتُعد جهود المدرسة في مواجهة الطلاب المعرضين للخطر أمرًا ضروريًا.
على سبيل المثال، أظهرت دراسة أن 80٪ إلى 87٪ من المتغيرات التي أدت إلى البقاء بالمدرسة يمكن التنبؤ بها باستخدام النمذجة الخطية. في كانون الثاني (يناير) 2020، غيّر الحاكم نيوسوم في كاليفورنيا جميع التوصيفات من "في خطر" إلى "موعود" في قوانين العقوبات في ولاية كاليفورنيا.

## لمحة تاريخية
دخل مصطلح "معرض للخطر" بعد مقال نشر عام 1983 بعنوان "أمة في خطر" نشرته اللجنة الوطنية للتميز في التعليم، إذ وصف المقال مجتمع الولايات المتحدة بأنه معرض للخطر اقتصاديًا واجتماعيًا.
الطلاب المعرضون للخطر هم الطلاب الذين صُنفوا إما رسميًا أو غير رسمي على أنهم معرضون لخطر الفشل الأكاديمي. وفي الولايات المتحدة، تعرف الولايات المختلفة "المعرض للخطر" بشكل مختلف، لذلك من الصعب مقارنة سياسات الولايات المختلفة حول هذا الموضوع.
يواجه الطلاب الذين صنفوا على أنهم "معرضون للخطر" عددًا من التحديات التي لا يواجهها الطلاب الآخرون. فوفقًا لبحث بيكي سميردون للمعاهد الأمريكية للأبحاث، فإن الطلاب، وخاصة الأولاد، ذوي الوضع الاجتماعي والاقتصادي المنخفض (وبالتالي من المرجح أن يجري تصنيفهم على أنهم "معرضون للخطر") يظهرون مشاعر العزلة والغربة في مدارسهم.
ذكرت الفيلسوفة التربوية جلوريا لادسون-بيلينجز في خطاب عام 2006 أن التسمية نفسها تسهم في الواقع في مواجهة التحديات. وجهة نظرها هي أنه "لا يمكننا نربط هؤلاء الأطفال في رياض الأطفال بهذه الصفة ونتوقع منهم أن يحملوها بفخر لمدة 13 عامًا، ونفكر. حسنًا، لا أعرف لماذا لا يقومون بعمل جيد". هناك محادثة مستمرة بين الخبراء في هذا المجال حول أهمية المصطلحات القائمة على الأصول. في عام 2021، غيرت المجلة الوطنية للشباب المعرضين للخطر اسمها فعليًا إلى المجلة الوطنية لمناصرة الشباب والمرونة كوسيلة لتوظيف المصطلحات القائمة على الأصول حول الشباب ولوصف منظور أولئك الموجودين في هذا المجال بشكل أفضل.

## العوامل المساهمة الموثقة في الولايات المتحدة

### الفقر
من المرجح أن يُصنف الشباب الذين ينتمون إلى وضع اجتماعي واقتصادي متدني على أنهم "معرضون للخطر". يمكن أن تخلق البيئات الفقيرة العديد من عوامل الخطر للشباب، مما يجعلهم عرضة بشكل متزايد للسلوكيات المحفوفة بالمخاطر ونتائج الحياة المتأثرة مع نموهم. النشأة في حالة فقر مرتبطة بالعديد من عوامل الخطر، بما في ذلك العوامل السلوكية الاجتماعية (على سبيل المثال تعاطي المخدرات) والبيئية (الأحياء العنيفة) والعائلية (التعرض لاختلال التوازن النفسي). تظهر عوامل الخطر هذه أن لها ارتباطات سلبية مع التحصيل الدراسي، وارتباطات إيجابية مع السلوكيات المشكلة. الشباب الذين يعيشون في أسر معيشية يقل دخلها عن 50٪ من مستوى الفقر الفيدرالي هم الأكثر ضعفاً.

### عدم الاستقرار الأسري والخلل الوظيفي
إن النشأة في أسرة مستقرة مكونة من والدين ترتبط بصحة أفضل وإنجاز أكاديمي ومهارات اجتماعية مثل التفاعل الصحي مع الأقران. أظهرت الدراسات أن التغييرات في الأسرة، مثل طلاق الوالدين، والزواج مرة أخرى، لها علاقات سلبية قوية بين التحولات المتعددة والنجاح الأكاديمي. الأطفال الذين يتعرضون للعنف المنزلي أو النشاط الإجرامي أو تعاطي المخدرات لديهم فرصة أكبر بكثير للمشاكل السلوكية طويلة الأجل، مثل إدمان الكحول وتعاطي المخدرات ومشاكل الصحة العقلية.

### البيئة المدرسية وموارد المجتمع
يمكن للمدارس أن تضع الطلاب في حالة "خطر" من خلال تركهم بدون مهارات أكاديمية أو استعداد. غالبًا ما تكون البيئات المدرسية أماكن صراع للعديد من الشباب المراهقين. من المحتمل أن يؤدي التنمر على وجه الخصوص إلى انسحاب الطلاب مما يعرض الطلاب لخطر المشكلات السلوكية والتسرب من المدرسة.
غالبًا ما تتميز الأحياء ذات الفقر المرتفع بمعدلات الجريمة المرتفعة ومحدودية الموارد والمدارس ذات الأداء الضعيف. من المرجح أن ترتبط المدارس ذات الموارد الأقل بنتائج أكاديمية ضعيفة. قلة الموارد تعني ارتفاع نسب الطلاب إلى المدرسين، وانخفاض الإنفاق لكل طالب، وانخفاض الأداء الأكاديمي الإجمالي. غالبًا ما تفتقر هذه الأحياء إلى الموارد اللازمة لمساعدة الشباب على التغلب على عوامل الخطر.

### فتيان الأقليات
يواجه الفتيان وشباب الأقليات، ولا سيما الأمريكيون من أصل أفريقي والشباب اللاتيني، العديد من الحواجز التي تحول دون الاكتفاء الذاتي التي تقل احتمالية مواجهة الطلاب البيض والآسيويين. غالبًا ما يؤدي التمييز العنصري إلى العنف والبلطجة ويعيق أيضًا فرص عمل الشباب. من المرجح أن يعيش الأمريكيون من أصل أفريقي واللاتينيون في بيئات شديدة الفقر تتميز بمدارس ضعيفة الأداء وذات موارد محدودة وبالتالي لديهم فرصة أكبر للفشل الأكاديمي. يواجه الشباب المهاجر أيضًا العديد من التحديات في التكيف مع الثقافة وتجربة مشاكل مكثفة مثل حواجز اللغة والمعارك القانونية.

### الشباب الأثرياء
بالإضافة إلى الأطفال "الذين يُعتبرون تقليديًا في خطر"، فإن "المراهقين والمراهقين من عائلات ثرية جيدة التعليم" معرضون أيضًا للخطر. على الرغم من مزاياها في مجالات أخرى، فإن الشباب الأثرياء لديهم من بين "أعلى معدلات الاكتئاب وتعاطي المخدرات واضطرابات القلق والشكاوى الجسدية والتعاسة" كتبت مادلين ليفين أن هذا "لا ينبغي بأي حال من الأحوال تقليل القلق" بالنسبة للفئات الأخرى المعرضة للخطر.

## التدخل المبكر
هناك عدة أشكال مختلفة من التدخلات للشباب المعرضين للخطر. تعتبر التدخلات بشكل عام فعالة إذا كان لها آثار إيجابية على السلوك الخطر للأفراد، والتحصيل الأكاديمي، والسلوك المؤيد للمجتمع، والسلوك الجنسي، والتكيف النفسي. يمكن أن تكون التدخلات الفعالة أيضًا بمثابة إجراء وقائي للسلوك المحفوف بالمخاطر في المستقبل.

### العلاج
كلما حُدّد الطلاب المعرضين للخطر بشكل أسرع، زادت احتمالية فعالية إجراءات "العلاج" الوقائية. تشمل أمثلة العلاج ما يلي:
- البرامج العلاجية
- الدروس الخاصة
- خدمات رعاية الأطفال
- الرعاية الطبية
- برامج التوعية بتعاطي المخدرات
- التعليم ثنائي اللغة
- التدريب للتوظيف
- إجراءات المتابعة الدقيقة للتغيب عن المدرسة والتغيب عن المدرسة.
- الإرشاد[19]
- الإرشاد الأكاديمي[20]
- التعليم المهني والتقني

### الصمود
لقد أدرك علماء النفس أن العديد من الشباب يتكيفون بشكل صحيح على الرغم من تربيتهم في ظروف عالية الخطورة. هذه القدرة على التعامل مع الشدائد، حتى مع تقويتها بواسطتها، أمر بالغ الأهمية لتنمية القدرة على الصمود؛ أو القدرة البشرية على مواجهة محن الحياة وتحدياتها والتغلب عليها وتقويتها في نهاية المطاف.
المرونة النفسية هي سمة شخصية مهمة للشباب الذين يحاولون التخفيف من عوامل الخطر. تُستخدم المرونة لوصف الصفات التي تساعد في التكيف الناجح، وانتقال الحياة، والكفاءة الاجتماعية للشباب على الرغم من المخاطر والشدائد. تتجلى المرونة من خلال امتلاك إحساس قوي بالهدف والإيمان بالنجاح؛ بما في ذلك اتجاه الهدف وطموحات التعليم والتحفيز والمثابرة والتفاؤل. إن إشراك الشباب في الأنشطة اللامنهجية أمر مهم في بناء المرونة والعلاج. على وجه الخصوص، تلك التي تتضمن مناهج تعاونية مثل مساعدة الأقران، والتوجيه عبر البناء، وخدمة المجتمع. أظهرت البيانات التي فُحصت من دراسة ممولة وطنياً أن المعلمين يمكنهم تعزيز المرونة الأكاديمية لدى الطلاب المعرضين لخطر الفشل في الرياضيات من خلال إنشاء بيئات مدرسية آمنة تؤكد على الدعم وتطوير علاقات قوية بين المعلم والطالب. ارتبطت هذه العوامل بالمرونة الأكاديمية وإنجاز طلاب المدارس الابتدائية اللاتينيين والأبيض والأمريكيين من أصل أفريقي ذوي الدخل المنخفض. يمكن للمدرسين المساهمة بشكل أكبر في بيئة الفصل الدراسي القوية للطلاب الذين يواجهون عوامل الخطر من خلال محاسبة جميع الطلاب على التوقعات العالية والواقعية للطالب المحدد.
تعد صدمة الطفولة مؤلمة ويمكن أن تكون ضارة أثناء النمو العاطفي. ويسهم التغلب على الصدمات بشكل كبير في المرونة. كما يعاني العديد من الشباب الذين عانوا من الصدمات من عدم القدرة على التأقلم مع البيئة الجديدة والتكيف معها. وتتغلب الصدمة على قدرة الفرد على التأقلم وقد تدفعه إلى العزلة عن مخاوف الحياة الحديثة، وغالبًا ما ينظر إلى العالم على أنه مكان خطير أو مهدد. وبالتالي لا يثق هؤلاء الطلاب بالآخرين، بما في ذلك الكبار، وبسبب التجارب المؤلمة يعتمدون على أنفسهم للحفاظ على سلامتهم. يمكن أن تؤدي المنبهات الجديدة أو غير المتوقعة في كثير من الأحيان إلى حدوث ارتدادات مؤلمة. مثل صفع الأبواب بقوة، والإعلانات الصاخبة، وصراخ الطلاب والمعلمين يمكن أن يثير الرعب الفوري داخل الطفل الذي عانى من الصدمة. المعلمون مهمون في رعاية وبناء المرونة لدى الطلاب المعرضين للخطر المعرضين للصدمات، على الرغم من تمكينهم من المشاركة في الشفاء، يمنح الشباب إحساسًا بضبط النفس والأمان والهدف.

## الطلاب المعرضون للخطر على مستوى العالم

### أمريكا الشمالية

#### كندا
يمثل جنوح الأحداث والتسرب من المدرسة مشكلة كبيرة في كندا. في عام 2010، أفاد 37٪ من الشباب أنفسهم بالانخراط في واحد أو أكثر من السلوكيات المنحرفة مثل أعمال العنف، والأعمال ضد الممتلكات، وبيع المخدرات. يعد الأولاد الكنديون أكثر عرضة بمرتين من الفتيات للانخراط في سلوك عنيف ولكنهم متساوون في الجرائم ضد الممتلكات. في عام 2010، بلغ معدل المتهمين بارتكاب جريمة ذروته في سن 18 عامًا وانخفض بشكل عام مع تقدم العمر. كانت معدلات التسرب من المدرسة بين عامي 2009 و2010 حوالي 10٪ من الشباب الذكور و7٪ من الشابات. فقط 44٪ من الأطفال في الحضانة يتخرجون من المدرسة الثانوية مقارنة بـ 81٪ من أقرانهم.

#### المكسيك
تعتبر نسبة كبيرة من الشباب في المكسيك معرضين للخطر وينخرط العديد منهم في سلوكيات سلبية. 30 ٪ من الشباب المكسيكي الذين تتراوح أعمارهم بين 12 و24 عامًا يتسربون من المدرسة ويظلون عاطلين عن العمل وغير نشطين بعد سن 18. 30٪ أخرى من الشباب المكسيكي لم يشاركوا قط في أي أنشطة خارج المنهج خارج المدرسة. العديد من عوامل الخطر للشباب المكسيكي هي نفسها التي حُددت في الولايات المتحدة؛ الفقر هو عامل مؤثر أكثر انتشاراً.
ثمة برنامج أطلقته الوكالة الأمريكية للتنمية الدولية (USAID) ومؤسسة الشباب الدولية (YIF)، يركز هذا البرنامج (الشباب: أعمال المكسيك) على تشغيل الشباب وخلق مساحة آمنة للمحرومين منهم. بحلول نهاية عام 2014، سيكون 7500 شابًا مكسيكيًا قد شاركوا في معسكرات الشباب وبرامج ما بعد المدرسة. سوف يجري تأهيل ما يقرب من 2000 من الشباب المعرضين للخطر من خلال برامج التدريب الوظيفي.

#### البرامج المعرضة للخطر في الولايات المتحدة

##### العنوان الأول
<i>العنوان الأول</i> أو بالأنجليزية Title I هو أحد أكبر البرامج الفيدرالية بالولايات المتحدة في التعليم من مرحلة رياض الأطفال حتى نهاية التعليم الثانوي. يوفر البرنامج الموارد المالية للمدارس، ولا سيما تلك الموجودة في المجتمعات الاجتماعية والاقتصادية المنخفضة، لضمان تلبية الطلاب ذوي الدخل المنخفض للمعايير الأكاديمية الصعبة للدولة.

##### الأخوة الكبار الأخوات الكبرى لأمريكا
الأخوة الكبار الأخوات الكبرى لأمريكا أو بالانجليزية Big Brothers Big Sisters of America هو برنامج ينشئ توجيهًا هادفًا ومراقبًا بين المتطوعين والشباب المعرضين للخطر الذين تتراوح أعمارهم بين 6 و18 عامًا. الأخوة الكبار الأخوات الكبرى هي أكبر شبكة توجيهية مانحة ومتطوعة مدعومة في الولايات المتحدة. تتمثل مهمة المنظمات في تزويد الأطفال الذين يواجهون الشدائد بصلات قوية ودائمة ومهنية فردية والتي ستغير حياتهم إلى الأبد للأفضل.

##### صواريخ القراءة
صواريخ القراءة أو بالانجليزية Reading Rockets هو مشروع ممول من حكومة الولايات المتحدة يدعم احتياجات الشباب المعرضين للخطر من خلال تقديم استراتيجيات القراءة القائمة على الأبحاث والدروس والأنشطة المصممة لمساعدة الأطفال على تعلم القراءة والقراءة بشكل أفضل. يهدف البرنامج إلى مساعدة القراء الذين يعانون من صعوبات في بناء مهارات الطلاقة والمفردات والفهم.

##### جمعية الشبان المسيحية
جمعية الشبان المسيحيين، المعروفة إقليمياً باسم Y، هي منظمة في الولايات المتحدة تعمل على تعزيز تنمية الشباب والحياة الصحية والمسؤولية الاجتماعية. على مر السنين، قدمت جمعية الشبان المسيحية برامج مختلفة، بعضها موجه للشباب المعرضين للخطر. انخرطت جمعية الشبان المسيحيين في قضايا اجتماعية مثل التضامن العرقي والتدريب الوظيفي ودروس للأشخاص ذوي الإعاقة.